# Завалій Євдокія Миколаївна
Євдокія Миколаївна Завалій (28 травня 1924 — 5 травня 2010) — єдина жінка — командир взводу морської піхоти в роки німецько-радянської війни, полковник гвардії.

## Біографія
Народилася 28 травня 1924 року в місті Новий Буг Миколаївської округи Одеської губернії.

### Друга світова війна
Незабаром після того, як їй виповнилося 17 років, почалася німецько-радянська війна.
25 липня 1941 року бої почалися в її рідному селі. Німцями був висаджений десант. Вона під бомбардуванням перев'язувала поранених бійців і командирів. Коли 96-й кавалерійський полк 5-ї кавалерійської дивізії 2-го кавалерійського корпусу став відступати, вона умовила командира полку взяти її з собою, сказавши, що їй скоро 18 років.
13 серпня 1941 року німецькі війська наблизилися до Нового Бугу. Їх наступ стримували частини 169-ї стрілецької дивізії 18-ї армії. Вночі радянські частини за наказом командування залишили Новий Буг, і 14 серпня 1941 року німці зайняли рідне село Є. М. Завалій.
У полку вона служила санітаркою. При переправі через Дніпро в районі Хортиці була поранена, відправлена до Краснодара в шпиталь. Медики хотіли її комісувати, але вона відмовилася. Після лікування була спрямована в запасний полк, але коли відбирали солдатів на передову, її прийняли за чоловіка, тим більше що вона була в гімнастерці і галіфе, а в документах було записано «Завалій Євдок. Мик». Вона нікого переконувати не стала.
Вона була направлена в 6-у десантну бригаду. Їй вдалося зберегти свою таємницю 8 місяців. Після того, як вона узяла в полон німецького офіцера, вона була направлена у відділення розвідки, командиром якого незабаром стала. У одному з боїв командир взводу був убитий і вона підняла усіх в атаку. У цьому бою вона була поранена і в шпиталі відкрилася таємниця про те, що «Євдоким», який 8 місяців воював разом з десантниками, — дівчина.
У 1943 році вона була направлена на шестимісячні курси молодших командирів і після закінчення їх, у званні молодшого лейтенанта, була спрямована в 83-тю бригаду морської піхоти командиром взводу.
Командуючи взводом, вона звільняла Севастополь, штурмувала Сапун-гору (за цей епізод була нагороджена орденом Вітчизняної війни I ступеня), брала участь у боях за Балаклаву, Цукрову Голівку і Керч, переправлялася через Дністровський лиман, звільняла Бессарабію, воювала за звільнення Тамані, Туапсе, Новоросійська, висаджувалася з десантом в румунську Констанцу, болгарські Варну і Бургас, Югославію.
У ході Будапештської наступальної операції Євдокія Завалій зі своїм взводом, пройшовши через міську каналізацію з кисневими подушками, захопили бункер німецького командування. Серед полонених опинився генерал, для якого цей полон виявився ганьбою, тому що командиром десантників виявилася дівчина. За цей епізод була нагороджена орденом Червоного Прапора.
Зі своїм взводом вона перекрила шлях до відступу німецьким танкам. Десантники під її командуванням підбили 7 танків.

### Післявоєнні роки
Після закінчення війни її хотіли направити на навчання у військове училище, але позначилися 4 поранення і 2 контузії, отримані нею під час війни. У 1947 ріку вона демобілізувалася і поїхала в Київ.
Я після війни ще довго ночами ходила в атаку. Кричала так, що сусіди лякалися. А бабуся молилася і говорила мамі: «Це нечистий дух з неї виходить»! Напевно, завдяки цим її молитвам живу досі, хоча тричі була похована.

— згадувала полковник у відставці.
У Києві вона познайомилася зі своїм майбутнім чоловіком, вийшла заміж. У неї 2 дітей, 4 онуки і 4 правнуки. Працювала директором гастроному.
Вела активну роботу серед молоді. Об'їздила безліч міст, військових частин, кораблів і підводних човнів з оповіданнями про свій взвод морської піхоти. У травні 2009 року брала участь в урочистостях з нагоди Дня Перемоги і 65-річчя звільнення Севастополя, а восени з делегацією українських ветеранів відвідала Азербайджан. Всього у 2009 році вона провела понад 130 зустрічей із різними аудиторіями в Україні, Росії, Азербайджані і Молдові.
Померла 5 травня 2010 року в Києві. Похована з військовими почестями на Байковому цвинтарі.

## Нагороди
Кавалер чотирьох бойових орденів і близько 40 медалей:
- орден Жовтневої Революції,
- орден Червоного Прапора,
- орден Червоної Зірки,
- Орден Вітчизняної війни I та II ступенів,
- медаль «За оборону Кавказу»,
- медаль «За оборону Севастополя»,
- медаль «За взяття Будапешта»,
- медаль «За взяття Відня»,
- Медаль «За визволення Белграда»,
- інші ордена і медалі.

Нагороди України:
- Орден Богдана Хмельницького III ступеня.
- Орден «Золота фортуна» III ступеня

Була членом Ради ветеранів України.

## Почесні звання
- Є. М. Завалій — почесний громадянин восьми міст, зокрема Білгород-Дністровського, Бургаса, Варни[1] і Новий Буг

### Мапа почесних звань
- більшого розміру — міста (з підписом, якщо населення понад 25 тис. осіб);
- меншого розміру — села, селища і смт

## Публікації
Є. М. Завалій. Командир моряків [Архівовано 20 липня 2017 у Wayback Machine.] // Мужність, відвага і… любов. Збірник. М.: «ПАЛЕЯ», 1997.

## Фільмографія
- «Євдоким і Євдокія» (режисер М. Єгорова), (2007) — д/ф телевізійної студії Чорноморського флоту, лауреат III Міжнародного телевізійного фестивалю «Перемогли разом» в номінації «У війни не жіноче обличчя», IV Міжнародного кінофестивалю екранних мистецтв «Кінотур», диплом «Героїні незвичайної долі» київського морського фестивалю «Люди і кораблі», володар призу в номінації «Пам'ять серця» на VII Міжнародному кінофестивалі «Море зве»! (квітень 2010 року).

## Цитати
Аташе Військово-Морських Сил США в Україні Марк Стекнул:

Я був дуже радий познайомитися з Вами і спілкуватися з Вами весь цей час.
Погодьтеся, що далеко не усі можуть особисто познайомитися з хороброю жінкою, яка в роки війни командувала морськими піхотинцями, проявляючи при цьому героїзм і мужність.
Ваше життя, шановна Євдокія Миколаївна, може служити прекрасним прикладом для молодого покоління, як треба любити Батьківщину і захищати її, якщо на неї напав ворог.
Дозвольте побажати Вам, дорога Євдокіє Миколаївно, доброго здоров'я і довгих років життя!

— Євдокіє Миколаївно, відкрийте секрет: як вдавалося керувати взводом десантників, може, слово яке змовне знали?
— Слова звичайнісінькі: «Взводе! Слухай мою команду»!
— Олена Вавілова